# Курт Айслер
Курт Робърт Айслер е (на немски: Kurt Robert Eissler) е австрийски лекар и психоаналитик.

## Биография
Роден е през 1908 година във Виена, Австро-Унгария. Учи Психология във Виенския университет. Получава степента си по психология през 1934, а медицинската си степен през 1937. Оженва се за Рут Селке.
След обучение във Виенския психоаналитичен институт се присъединява към Виенското психоаналитично общество. Там става асистент на Август Айхорн, пионер в изследването и лечението на юношеската престъпност. След Аншлуса през 1938, Айслер отива в Чикаго и получава диплома от Американския комитет по психиатрия. По време на Втората световна война през 1943, става капитан в американския военен медицински корпус, специализирайки невропсихиатрия. Същата есен неговият брат Ерик е убит в концентрационен лагер и това е последното нещо, което научава Айслер за неговата съдба.
Премества се в Ню Йорк, когато войната приключва и си създава частна практика. През 1949 редактира „Searchlights on Delinquency“, посветена на неговия стар учител Айхорн. През 1952 е един от основателите на Архивите на Зигмунд Фройд, депозирани в Библиотеката на Конгреса във Вашингтон и е негов неуморен секретар, който събира много безценни документи за, от, или свързани с Фройд и неговите колеги.
Умира през 1999 година в Ню Йорк на 90-годишна възраст.